# Loge L'Union Provinciale
De loge L'Union Provinciale is de oudste vrijmetselaarsloge van Groningen, waarin in 1843 de van origine Franse vrijmetselaarsloge "L'Union Maçonnique" is opgegaan. L'Union Provinciale is opgericht in 1772 en heeft het logenummer 17 gekregen. Met de oprichting werd de vrijmetselarij in het noorden van Nederland geïntroduceerd.
De vrijmetslaarsloge L'Union Provinciale is een vereniging van leden van de Orde van Vrijmetselaren onder het Grootoosten der Nederlanden, die - op grond van een haar door die Orde verleende constitutiebrief - zelfstandig werkt in de stad Groningen.
De Loge stelt zich tot doel de regelmatige beoefening van de vrijmetselarij met inachtneming van de regels en gebruiken als omschreven in artikel 1 van de Ordewet van de Orde van Vrijmetselaren onder het Grootoosten der Nederlanden.
Thans komt de Loge bijeen in het Logegebouw der Vrijmetselaren aan de Turfsingel, hoek W.A. Scholtenstraat, traditioneel (sinds 1824) op de vrijdagavond.

## Naamsverklaring

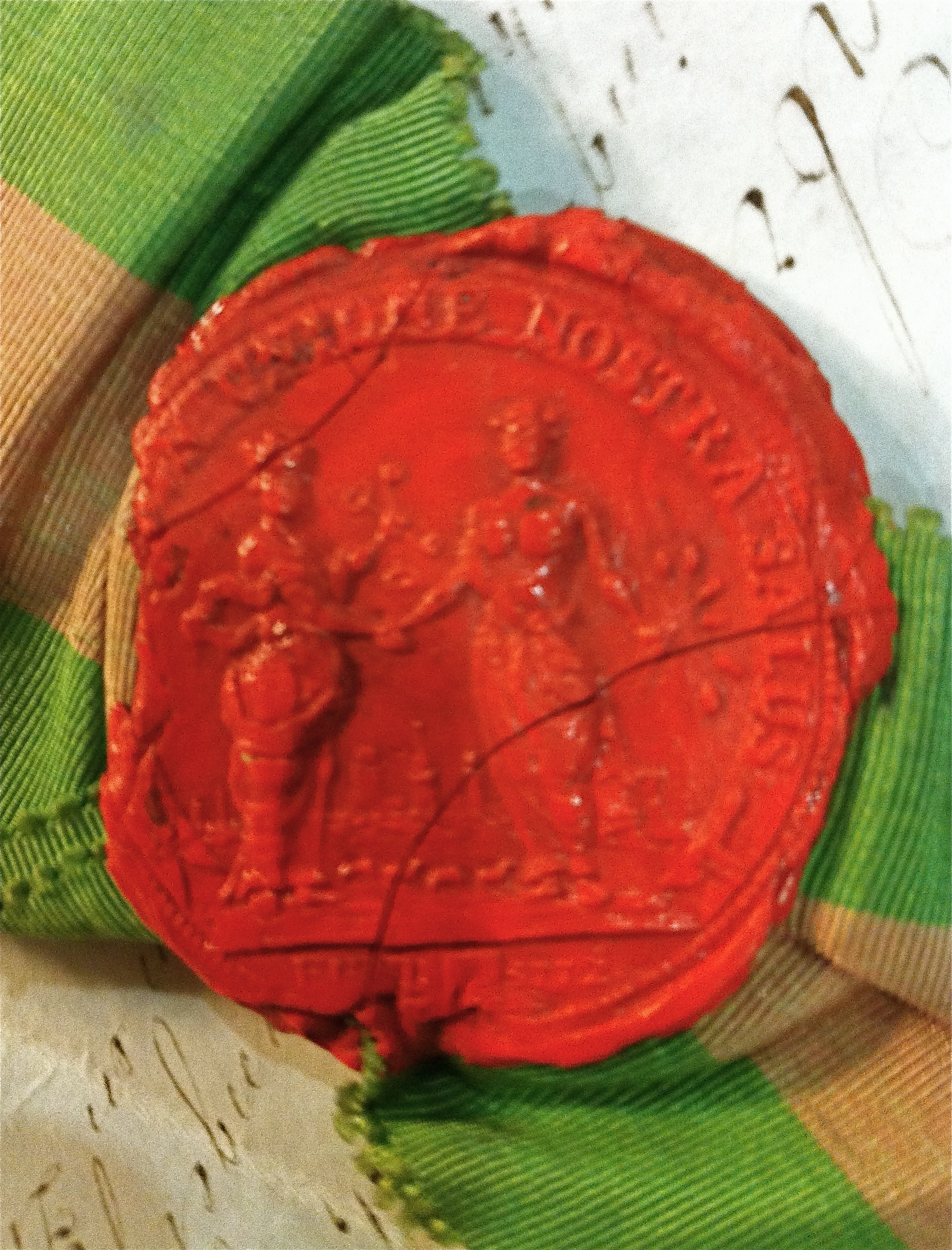
Het zegel van L'Union Provinciale aan een diploma uit 1782

De naam L'Union Provinciale (Provinciale Unie) is te verklaren vanuit de omstandigheden tijdens de oprichting en het gedachtegoed van de vrijmetselarij. Ten tijde van de oprichting van de loge bestond er een grote spanning tussen de stad Groningen en de Ommelanden. De Ommelanden werden verplicht om agrarische producten te verkopen op de markten in de stad (stapelrecht) en moesten belastingen afdragen. Er zijn dan ook regelmatig oorlogen gevoerd tussen de jonkers uit de Ommelanden en het leger uit de stad Groningen.
De leden van de loge hebben daar iets aan willen doen, immers: De vrijmetselaar zoekt dàt wat mensen verbindt en tracht weg te nemen wat hen verdeelt, opdat het ideaal van een allen verbindende broederschap gestalte kan krijgen, aldus artikel 1 van de ordegrondwet.
Niet alleen in de naam, maar ook in het zegel en de onderscheidingskleuren wordt de wens uitgedrukt om de toen heersende sociale en economische omstandigheden ten positieve te beïnvloeden. Bij de oprichting heeft de loge de onderscheidingskleuren rood en groen meegekregen, welke verwijzen naar de stad Groningen (groen) en de Groninger Ommelanden (rood). Het zegel der loge verbeeldt de Groninger stedenmaagd en de "Ommelander" Ceres, die samen hand in hand gaan. Ook is de spreuk "Maior in unione nostra salus" te zien, hetgeen betekent: in eenheid is ons heil groter.

## Lidmaatschap
Voor het lidmaatschap van de loge is de toelating als lid van de Orde van Vrijmetselaren onder het Grootoosten der Nederlanden vereist, omdat het lidmaatschap van de loge samenvalt met het lidmaatschap van de Orde van Vrijmetselaren. Men wordt daadwerkelijk lid van de loge door een inwijding of door overschrijving van een andere loge.
Als iemand lid wil worden moet hij de beginselverklaring van de Orde van harte kunnen onderschrijven.
De idealen die zijn verweven in de huidige beginselverklaring verschillen in wezen niet veel van de idealen van de vrijmetselaren die aan de wieg van L'Union Provinciale stonden. Hiervan getuigt het gedicht van de vrijmetselaar Pieter de Gavere uit 1796:
Eendragt, Liefde, Trouw en Vrede
Worden steeds door ons betragt
Twist en tweedracht hier ter steede
Uitgebannen en veragt.
Daar wij zulk een doel beschieten
Zal men 't voordeel ook genieten
Dat eerlang deez' broederschap
Stijgt ten hoogsten eeretrap.

## De loge door de eeuwen heen

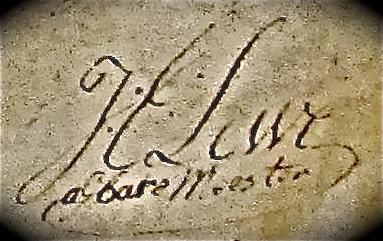
Handtekening van de eerste voorzittend meester van de Loge, de Agtbare Meester Jan Evert Lewe van Aduard

Op 4 december 1771 besloten J.E. Lewe, W.C.H. Grave van Randwijck, J. Alstorphius, J. Helmolt, H.J. Wichers, H.W. Hubert, R.J. Lewe van Middelstum en C.E. Weits, allen vrijmetselaar, om een vrijmetselaarsloge op te richten. Het jaar erop, op 14 januari, tekende Du Bois, groot-secretaris, op order van Carel van Boetzelaer, Groot Meester Nationaal van d'aloude en Zeer Eerwaarde Maatschappij der Vrije en Aengenomen Metzelaers, in de Republieq der Verenigde Nederlanden, ressort van de Generaliteit en onderhorige Volksplantingen (thans Orde van Vrijmetselaren onder het Grootoosten der Nederlanden), de constitutiebrief van de loge. Hiermee was de oprichting van de loge L'Union Provinciale een feit. De eerste samenkomsten vonden plaats in herberg De Vergulde Helm (ook wel De Grote Helm of De Gouden Helm geheten) aan de Grote Markt van Groningen.

#### De eerste 25 jaar

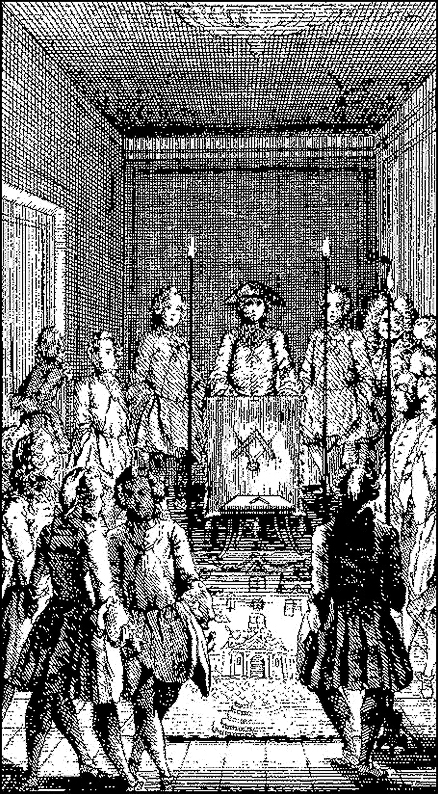
Ets vrijmetselaarsloge rond 1745

De begintijd van de loge verliep niet zonder problemen. Zeker de eerste 25 jaar waren nodig om de loge op te bouwen in een tijd die zowel in politiek als sociaal opzicht veel van de mens vroeg. Toch groeide de loge; er werden elk jaar ongeveer negen nieuwe leden ingeschreven. Men hield zich bezig met symboliek en met het houden van toespraken, de zogenaamde bouwstukken. De werkwijze leek toen nog sterk op de Engelse vrijmetselarij. Charitas beperkte zich voornamelijk tot steun aan weduwen met kinderen en tot wezen. Opmerkelijk is dat de inwijdingen vaak per communicatie werden verleend.
In de eerste 25 jaar wisselde de loge drie maal van locatie. Wegens geluidsoverlast van de postkoetsen voor de herberg op de Grote Markt werd de loge gedwongen te verhuizen van De Vergulde Helm naar de gehuurde concertzaal in het Concerthuis in de Poelestraat van vrijmetselaar Riedel. De inrichting van het pand leek door de loge bepaald. Omdat daar op den duur op zaterdag concerten werden gegeven kwam de loge niet langer op de zaterdag bijeen maar 's woensdags; zo werd geluidsoverlast ontweken. Toen eigenaar Riedel het pand moest verkopen verhuisde de loge naar herberg De Vonk in de Brugstraat.

#### De loge in de eerste helft van de 19e eeuw
Ook in de eerste helft van de 19e eeuw gaf de loge het beeld dat het toch met enige moeite het hoofd boven water wist te houden. De gevolgen van de heersende armoede, besmettelijke ziekten (zoals een choleraepidemie in 1832) en overstromingen drukten hun stempel op het logeleven. In deze periode kwamen er meer en meer invloeden uit de Franse vrijmetselarij binnen de Nederlandse vrijmetselarij. In Groningen was die invloed als eerste merkbaar.
De alliantie tussen het grootoosten van Frankrijk en het Grootoosten der Nederlanden, waarbij men in 1777 wederzijds beloofd had geen loges op elkaars terrein op te richten, werd geschonden toen men in 1812 in Groningen de vrijmetselaarsloge L'Union Maçonnique stichtte onder Franse constitutie. Met Koning Willem I kwam er een einde aan de Franse vrijmetselaarsloges, ze kregen een jaar lang de tijd om zich onder het Grootoosten van Nederland te scharen. L'Union Maçonnique gaf hieraan gehoor. Al in het begin was er frictie ontstaan tussen L'Union Provinciale en L'Union Maçonnique, en dat zou een lange tijd zo blijven. Soms werd er toenadering gezocht, en af en toe kwam er de verwijdering, totdat L'Union Maçonnique in 1843 opging in L'Union Provinciale.
De Franse loges en de vele ambulante loges (dit zijn loges gevormd onder militairen, dus verplaatsbaar) in die tijd, gaven de vrijmetselarij een onrustig cachet. Daardoor gaf het visiteren bij andere loges en het ontvangen van visiteurs voor de leden van L'Union Provinciale nog weleens problemen. Ondanks de onrust in de wereld klonk daarvan weinig door in de notulen van de Loge.
De frequentie van de bijeenkomsten was gering: eenmaal per maand in de maanden november tot april. In 1824 werd besloten niet meer op de woensdag bijeen te komen, maar op de vrijdag. Deze overgang verliep niet geruisloos; leden maakten bezwaar dat dit problemen zou kunnen opleveren voor de vrijmetselaren van rooms-katholieke, joodse en zelfs moslim-gezindheid. Het natafelen dat na elke bijeenkomst (voordrachten uitgezonderd) gebruikelijk was, leverde voor hen problemen op.
De loge was ook maatschappelijk actief: zij zette zich onder andere in voor de slachtoffers van de Watervloeden van 1825 en 1855, de brand van Beilen van 1820 en bood hulp aan de gekwetsten in de oorlog met het afvallige België. Opmerkelijk is ook dat L'Union Provinciale op 4 december 1831 als bewijs van erkentelijkheid aan de Compagnie der Vrijwillige Flankeurs, die in de oorlog gediend hadden, het honorair lidmaatschap van de Loge en de graad van Leerling Vrijmetselaar honoris causa aan de maçon Kapitein W. van Brugghen en aan Eerste luitenant A.W. Van Pallandt aanbood.

#### De loge in de tweede helft van de 19e eeuw
De tweede helft van de 19e eeuw geeft een positiever beeld van de Groninger vrijmetselarij. In 1866 werd de weg ingeslagen naar een maçonnieke sociëteit. Er was onder de leden kennelijk behoefte aan een centrum waar gedachtewisseling over allerlei onderwerpen plaats kon vinden en daarnaast zal ook de mogelijkheid tot gezellig verkeer een rol hebben gespeeld.
Op 29 november 1867 werd het Ommelanderhuis in de Schoolstraat betrokken en in 1871 aangekocht. In die periode (1870) werd ook in Delfzijl een maçonnieke sociëteit opgericht.

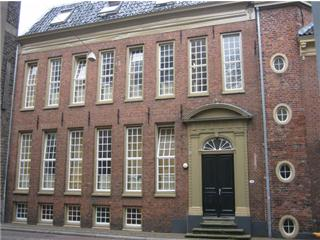
Het Ommelanderhuis, het voormalig logegebouw in de Schoolstraat

In de sociëteit werden lezingen gehouden met onderwerpen als:
- Het Charter van Keulen van 1535;
- Loyola, stichter van de orde van Jezuïeten;
- De verledene en tegenwoordige inrichting van de Orde in Nederland;
- Godsdienst, zoals die in het woordenboek van de vrijmetselaar wordt behandeld;
- Beschaving;
- Over middelen tot zelfkennis;
- Het wereldstelsel van Copernicus;
- Het ritueel van openen en sluiten;
- Het feest van St. Jan.

Aanvankelijk kwam men voor de sociëteit maandelijks bijeen. Aangezien de loge op de tweede vrijdag van de maand vergaderde werd de sociëteit gehouden op de eerste, derde of de vierde zaterdag van de maand. Later werd de functie van sociëteit in de loge geïntegreerd. Omdat de sociëteit dichter bij de maatschappij stond dan de loge, klonken daar de geluiden 'van buiten af' meer door. Zo leidde de houding van de Rooms-Katholieke Kerk jegens de Vrijmetselarij rond 1875 tot heftige discussies. Paus Pius IX had namelijk een drietal encyclieken en een apostolische constitutie gepubliceerd en hield een tweetal allocuties met betrekking tot de vrijmetselarij. Daarnaast zette het Eerste Vaticaans Concilie de verhoudingen verder op scherp. Over het algemeen was het idee onder de leden van de Sociëteit dat de Rooms-katholieke kerk zijn leden onvrij zou houden.
De spanningen tussen de Rooms-katholieke kerk en de vrijmetselarij bracht de leden van de sociëteit er toe om op 12 december 1913 een brief te zenden aan de nestor van de Tweede Kamer, de vrijmetselaar Franciscus Lieftinck, waarin hem hulde en dankbaarheid worden getoond voor de wijze waarop hij de schone beginselen der vrijmetselarij in de Tweede Kamer heeft hooggehouden tegenover de aanvallen van de Roomse baron van Wijnbergen.
Niet alleen de houding van de Rooms-katholieke kerk jegens de vrijmetselarij, maar ook de opkomst van het socialisme leidde tot onrust onder de leden, zij het dat binnen de sociëteit de onlustgevoelens meer getemperd tot uitdrukking kwamen dan erbuiten. Binnen de loge kwamen zulke zaken niet aan de orde.
Naast het sociëteitsleven kwam de ritualistiek binnen de Groninger vrijmetselarij tot verdere bloei. Ook in de voordrachten ("bouwstukken") werden ritualistiek en symboliek uitvoerig behandeld. De charitatieve instelling in die jaren was groot en nam nog voortdurend toe. Zo nam de loge in 1869 een voor die tijd zeer progressief besluit: erkennende dat de Groninger ambachtsstand in ontwikkeling en in kennis over het algemeen verre ten achter staat bij de andere standen van de maatschappij, zullen er jaarlijks pogingen door de loge worden ondernomen om de ontwikkeling en de kennis van de ambachtsstand op te vijzelen. Een commissie bestaande bestaande uit 5 leden werkte het besluit verder uit door de Sociëteit voor Handwerklieden en De Maatschappij voor Industriëlen en Werkbazen op te richten.
In diezelfde periode werd ook de Volksgaarkeuken (het latere 'Woon- en Eethuis voor Allen' (WEEVA)) ingesteld. Tijdens de strenge winter van 1891 stelde de loge ook nog een armenpatronaat in, in een poging om de nood van de armen in hun treurige krotwoningen te verlichten. Men had als uitgangspunt dat het beter is weinigen goed te steunen dan velen een beetje. In 1900 was 10% van de bevolking van Groningen armlastig, en de armenzorg was slecht georganiseerd. De leden van de loge behoorden grotendeels nog tot de "gegoede middenstand".

#### De loge in de eerste helft van de 20e eeuw
Tot 17 februari 1905 heeft de loge L'Union Provinciale het Ommelanderhuis als logegebouw gehad. Omdat het door een groeiend aantal leden te klein werd, moest er verhuisd worden. Op 23 februari 1905 werd het logegebouw aan de Turfsingel 77 in gebruik genomen tijdens een "Feestelijke Inwijding van het Nieuwe Logegebouw". Het ontwerp werd gemaakt door de vrijmetselaars, de architecten Gerrit Nijhuis en J.A. Mulock Houwer en de architect en ambachtschoolleraar Nicolaas Willem Lit. 

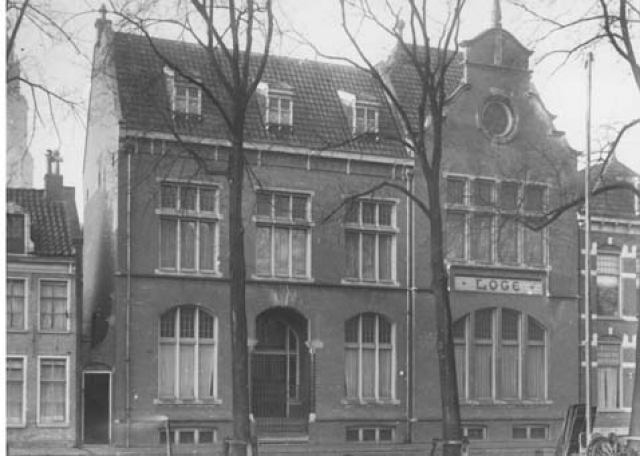
Het logegebouw van L'Union Provinciale in 1920.

De moderne tijd deed zijn intrede; in het gebouw was elektrisch licht en centrale verwarming aangebracht. Ook deed de grammofoon zijn intrede binnen de rituelen. Tot dan toe werd er altijd live gemusiceerd.
Tijdens de Eerste Wereldoorlog werden er Engelse militairen geïnterneerd in Groningen. De Eerste Royal Navy Brigade was uitgezonden naar Antwerpen om de stad te verdedigen tegen de Duitse opmars, maar dit mocht niet lukken. Er werd in oktober 1914 getracht op Oostende terug te trekken, maar ook dit bleek niet meer mogelijk te zijn. Bij het uitwijken naar Nederland werd de brigade in Groningen geïnterneerd. Onder de militairen bevonden zich enkele vrijmetselaars, welke een loge wilden oprichten. Na de United Grand Lodge of England te hebben aangeschreven gaf deze het advies een aanvraag in te dienen bij het Grootoosten der Nederlanden voor het verkrijgen van een constitutiebrief, met toestemming voor het gebruik van het Engelse rituaal. L'Union Provinciale verwelkomde hun Engelse Broeders in haar loge en bemiddelde bij het verzoek, dat direct werd ingewilligd. Deze loge kreeg het logenummer 113 en de naam "Gastvrijheid Lodge". De laatste bijeenkomst in Groningen vond plaats op 5 november 1918. Daarna werd de loge verplaatst naar Engeland. Tussen de Gastvrijheid Lodge en moederloge L'Union Provinciale worden tot de dag van vandaag warme banden onderhouden.
In de periode tussen de twee wereldoorlogen was de dreiging van het opkomende fascisme en antisemitisme in Europa binnen de logemuren merkbaar. De vervolging van vrijmetselaren in een aantal Romaanse landen en later ook in Duitsland hield de gemoederen bezig. Door de dreiging was er een daling merkbaar van het ledental. Wat zich er tussen 1937 en 1940 in de loge afspeelde is onbekend; de notulen van deze periode zijn waarschijnlijk met de lopende administratie door de Duitse bezetter in beslag genomen en bij de brand in het Scholtenhuis bij de bevrijding van Groningen verloren gegaan.
Hoe anders dan de Eerste Wereldoorlog verliep de Tweede Wereldoorlog voor L'Union Provinciale. De vrijmetselarij werd bestempeld als volksvijandige organisatie en werd verboden. De grootmeester van de Orde, Hermannus van Tongeren, werd overgebracht naar concentratiekamp Sachsenhausen waar hij op 29 maart 1941 overleden is. Precies een week voor de Duitse invasie kwam de loge voor het laatst bijeen. Daarna werd het logegebouw door het Rode Kruis in gebruik genomen om als informatiepunt te dienen voor inlichtingen over het lot van Nederlandse militairen. Bovendien deed het gebouw dienst als opslagplaats van beddengoed, kleding en huisraad voor slachtoffers van de bombardementen op Rotterdam en Delft. In november 1940 werd in het logegebouw een "Beeldenstorm" gehouden door de NSB, naar Duits voorbeeld. De hele inventaris werd of verwoest, of in beslag genomen en verkocht, of afgevoerd naar het oosten. Vervolgens trok de NSNAP en de jeugdafdeling van de NSB (de Jeugdstorm), de Hitlerjugend en de Arbeidsdienst in het pand. Vanaf 1943 werd het gebouw gebruikt ten behoeve van de Gemeentewerken. Na de capitulatie kwam het gebouw weer in handen van de loge en kon een moeilijke weg naar wederopbouw beginnen.

#### De loge in de tweede helft van de 20e eeuw
In de vijftiger jaren kende de vrijmetselarij een grote bloei. Zo ook in Groningen. Bij Loge L'Union Provinciale was het ledental van de loge in die periode gestaag gegroeid. Uiteindelijk zijn zo in Groningen vijf loges ontstaan. Behalve L'Union Provinciale kwamen er de loges "De Drieslag", "Libra", "In Tenebrix Lux" en "De Bouwketen". Sinds 1955 is het logegebouw ingebracht in de Groninger Vrijmetselaarsstichting, die het pand beheert voor de Groninger vrijmetselaarsloges.
In 1972 werd het 200-jarig jubileum van de loge uitbundig gevierd. Ter gelegenheid hiervan verscheen een speciale uitgave van het tijdschrift THOTH in de vorm van een 215 pagina's tellend jubileumboek.
Met het beter worden van de sociale voorzieningen in de periode na de Tweede Wereldoorlog, daalde bij de leden de drang om charitas te bedrijven.
In 1993 werd het huidige logegebouw in gebruik genomen; het oude gebouw moest plaats bieden aan de uitbreiding van het Provinciehuis en viel onder de slopershamer.

#### De loge aan het begin van de 21e eeuw
Aan het begin van de 21e eeuw telde de loge ongeveer 65 leden. De leden komen uit veel beroepsgroepen in de samenleving. Alle leeftijden zijn binnen de loge vertegenwoordigd, van 25 tot 90 jaar. De leden van de loge komen zowel uit de stad Groningen als uit andere delen van de provincie. Gemiddeld genomen zijn op een logeavond ongeveer 35 leden aanwezig. Men houdt zich nog steeds bezig met ritualistiek en het opleveren van "Bouwstukken" (het houden van lezingen). Gebruikelijke onderwerpen zijn onder meer: de vrijmetselarij in het algemeen, de maçonnieke symboliek, persoonlijke bouwstukken, maatschappelijke onderwerpen, geloof of religie en bouwstukken die verband houden met de doelstellingen van de vrijmetselarij. Na afloop van de oplevering van een "bouwstuk" wordt meestal nog actief van gedachten gewisseld tussen de broeders. Omdat de loge relatief veel leden kent is het de gewoonte om het woord te vragen en een reactie te geven vanachter de lessenaar. Bij het bespreken van onderwerpen met een politieke of religieuze lading wordt de gebruikelijke voorzichtigheid betracht en worden geen dogma's uitgedragen.

## Logegebouw

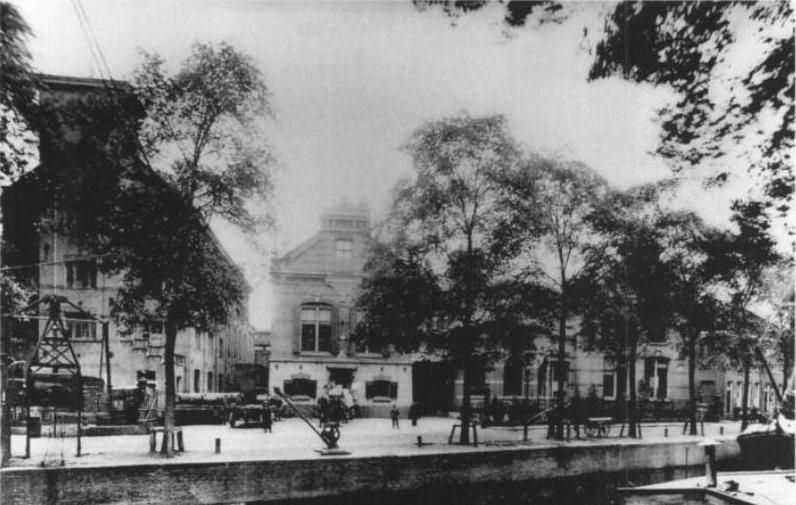
Suikerraffinaderij van de fa. Scholten, met uiterst rechts Turfsingel 46

L'Union Provinciale heeft vele omzwervingen gemaakt voor het op de hoek van de Turfsingel en de W.A. Scholtenstraat terechtkwam. Het pand (Turfsingel 46) is een samenvoeging van een oud en een nieuw gebouw, en een van de weinige (deels) 20e-eeuwse gebouwen waar Vrijmetselaarssymboliek in verweven is.

#### Oude gedeelte van het pand
Het logegebouw der Vrijmetselaren is gebouwd op het 18e-eeuwse landgoed 'Boumanshof', dat rond 1846 door de firma Scholten werd gesloopt voor de bouw van een suikerraffinaderij en stroopfabriek met een groot representatief kantoorgebouw en enigszins terzijde een riant woonhuis (het oude gedeelte van het huidige pand) met tuin en garage. In 1980 is het laatste element van de fabriek gesloopt. Het woonhuis staat niet in het verlengde van de rooilijn, maar onder een hoek: W.A. Scholten had graag uitzicht op de Martinitoren en het gebouw kwam zo beter uit als men vanuit het hart van de stad Groningen via de Kattenhage verliet; men loopt dan zo op het gebouw af. Willem Albert Scholten heeft nooit in het pand gewoond, wel betrok zijn zoon Jan Evert Scholten het huis voor korte tijd.

#### Nieuwe gedeelte van het pand
Het oude gebouw is uitgebreid met een stuk nieuwbouw, waarbij er aansluiting is gezocht met de bijzondere baksteenarchitectuur die van de W.A. Scholtenstraat zo'n opmerkelijke straat maakt. Het nieuwe gebouw is ontworpen door het Groninger Architecten Bureau "Team 4".

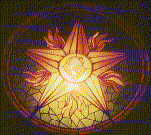
Glas-in-loodraam met vlammende ster

In en op het nieuwe gedeelte is diverse vrijmetselaarssymboliek verwerkt. Het meest in het oog springende symbool is de enorme winkelhaak bij de entree, welke aangebracht is op een forse driehoek, bekleed met graniet. Achter dit symbool is een vluchttrap aangebracht. In de kopgevel aan de W.A. Scholtenstraat is een rond glas-in-loodraam met een "Vlammende Ster" aangebracht.
Dit raam is afkomstig van het logegebouw aan de Turfsingel nr 77, dat plaats moest bieden aan nieuwbouw voor de uitbreiding van het Gronings provinciaal bestuur. De kubusstructuur in de muren refereert aan Vrijmetselaarssymboliek: het is de ruwe steen die bewerkt dient te worden tot een kubieke steen, opdat die steen gebruikt kan worden bij de bouw. In de tuinzone rond het pand staan acaciabomen, welke ook verwijzen naar vrijmetselaarssymboliek: de acaciatak is een belangrijk vrijmetselaarssymbool.

#### Indeling
In het gebouw bevinden zich op de begane grond een grote vergaderzaal ("Grote Voorhof") en een kleinere zaal ("Kleine Voorhof"). Op de begane grond bevinden zich verder een keuken, een bibliotheek en een ruimte met een bar (In vrijmetselaarsjargon: De Zevende Graad). Boven in het gebouw bevinden zich twee vrijmetselaarswerkplaatsen, ook wel tempel genoemd, een grote en een kleinere. De grootste is qua vormgeving en inrichting een kopie van de werkplaats in het voormalige logegebouw aan de Turfsingel 77, die ontworpen was door de vrijmetselaar-architect Harold Gilbert Saville in 1950. Deze werkplaats is voorzien van het karakteristieke getoogde plafond met dierenriemtekens. Verder bevindt zich op de bovenverdieping van het nieuwe gedeelte de bestuurskamer voor vergaderingen. De bovenverdiepingen van het woonhuis aan de voorkant doen thans dienst als beheerderswoning.

#### Fotogalerij

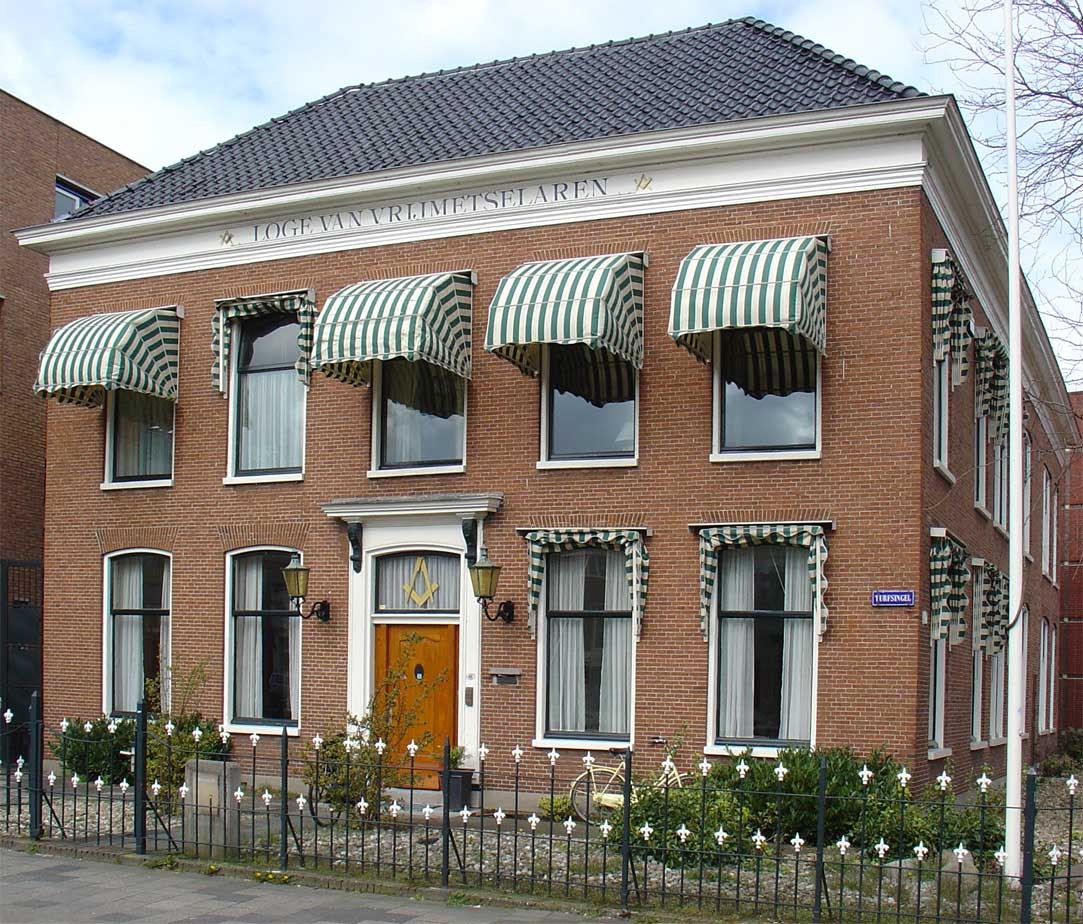
Het oude gedeelte van het logegebouw, gezien vanaf de Turfsingel.
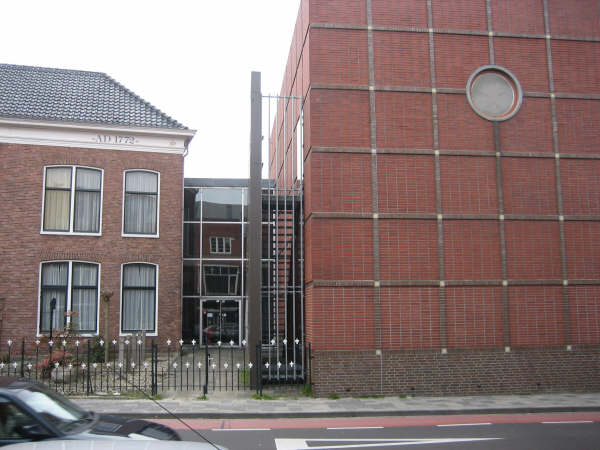
De overgang tussen het oude en nieuwe gedeelte, gezien vanaf de W.A. Scholtenstraat.
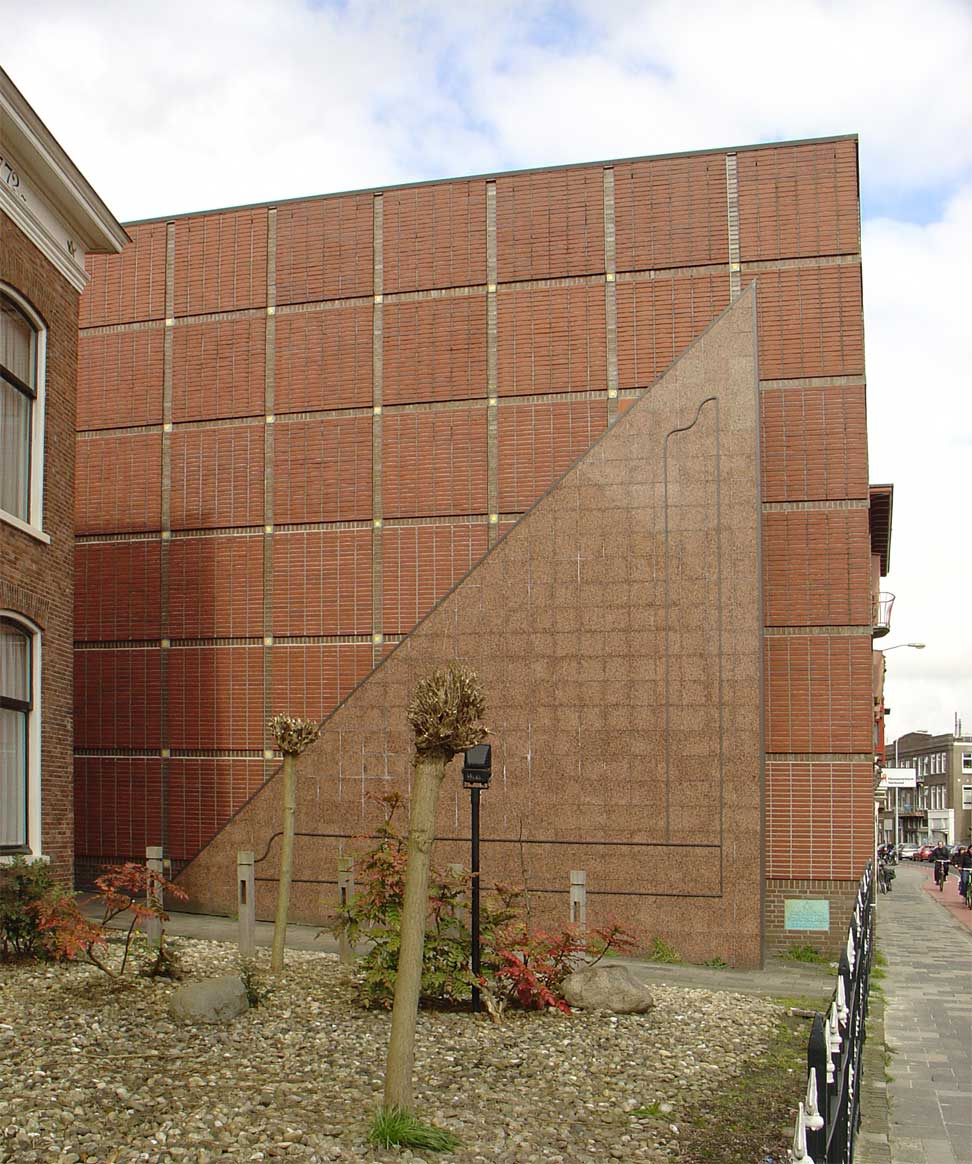
Het nieuwe gedeelte van het logegebouw met 'Winkelhaak'.
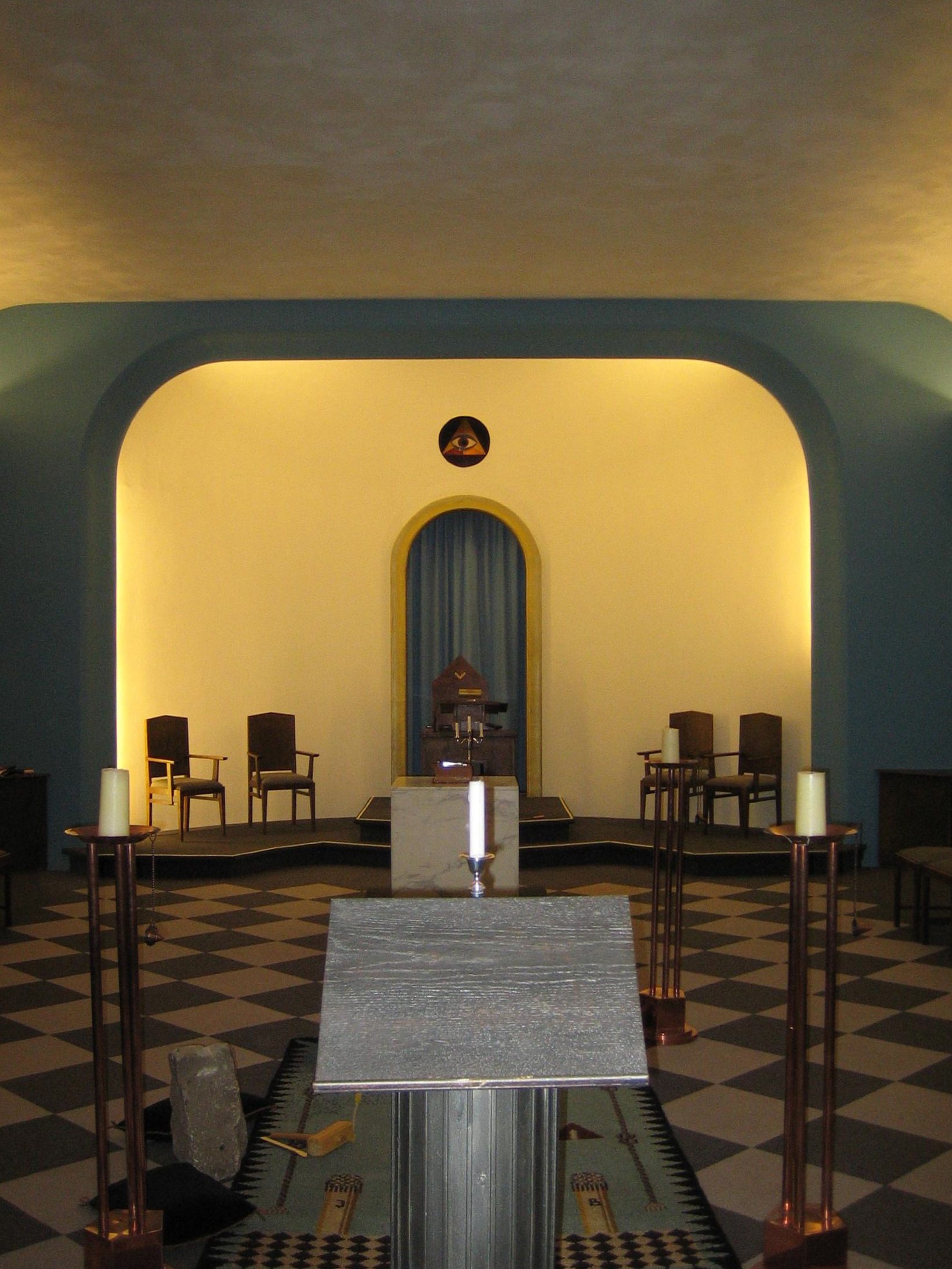
Grote tempel of werkplaats ingericht voor een inwijding bij L'Union Provinciale.

## Lijst van voorzittend meesters L'Union Provinciale

### Enkele portretten van voorzittend meesters

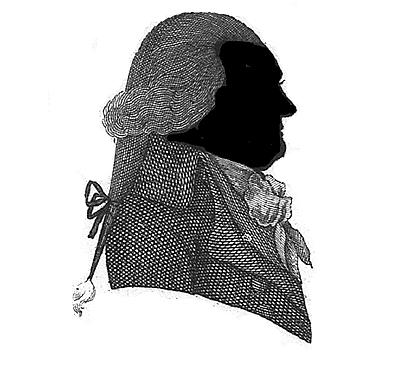
Albert Johan de Sitter
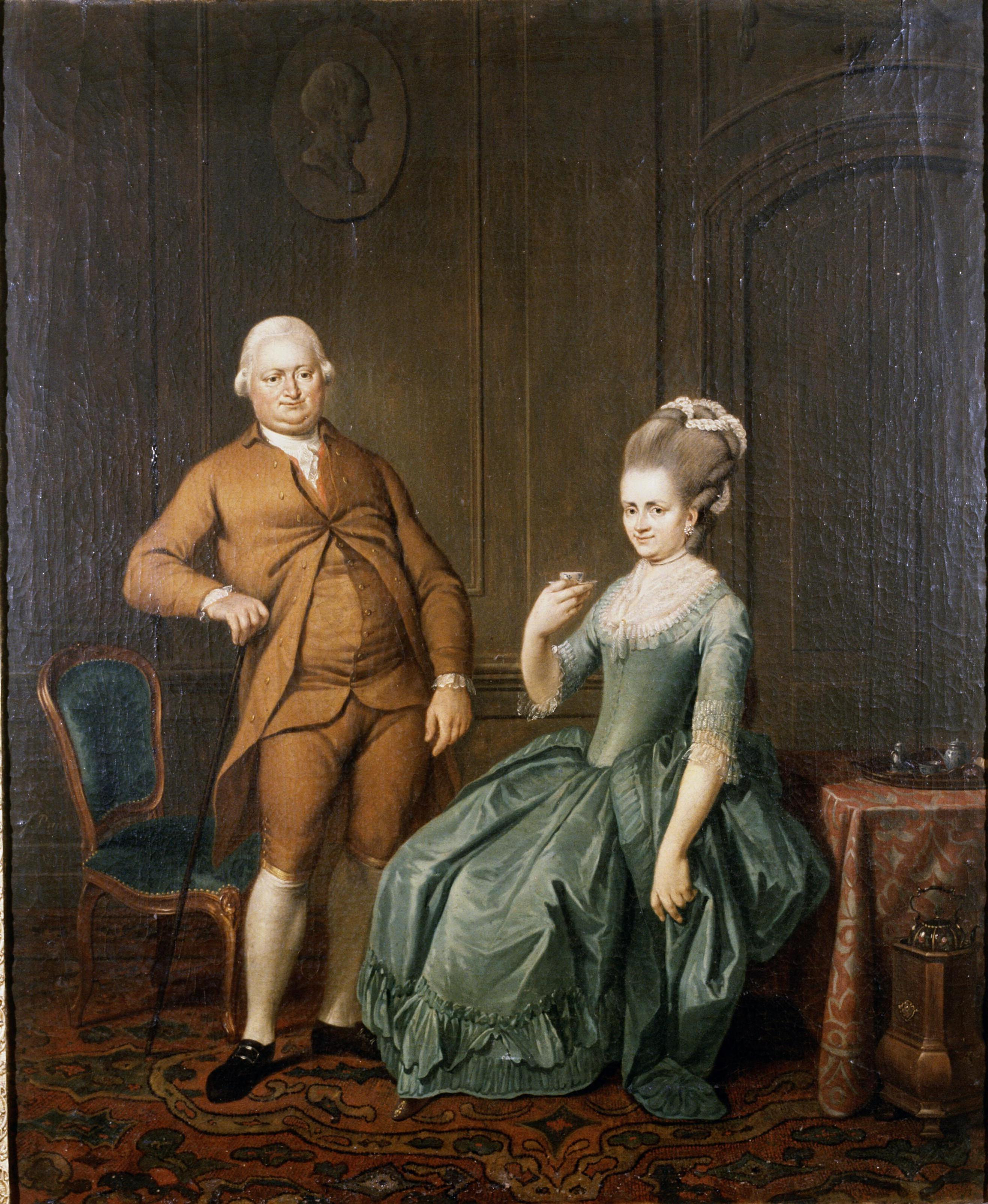
Jan Modderman met vrouw
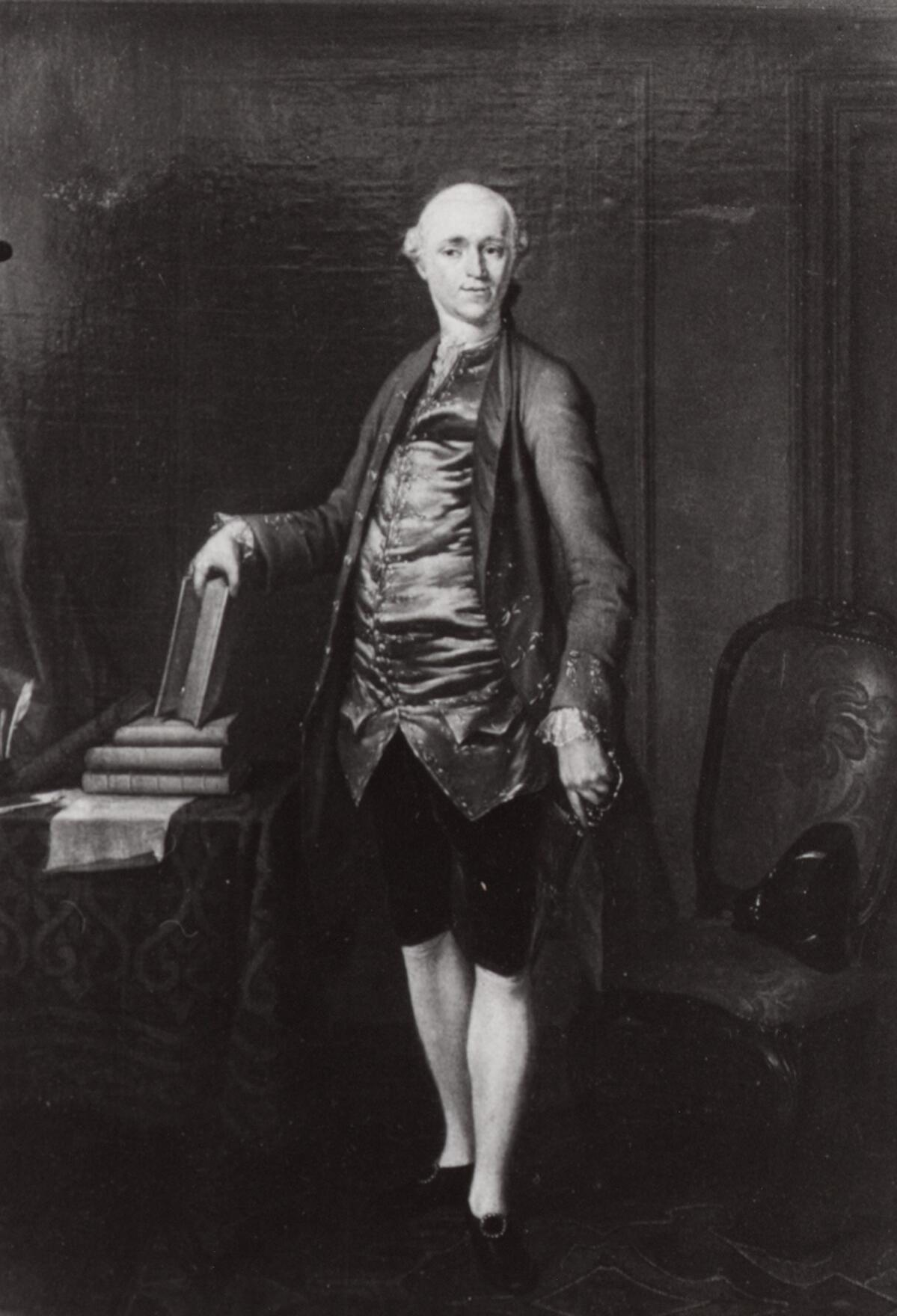
Tonco Modderman (1745-1802)
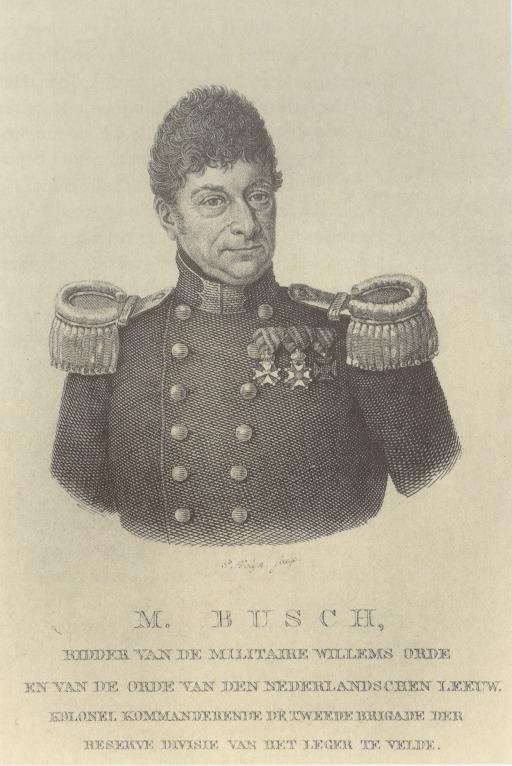
Marcus Busch
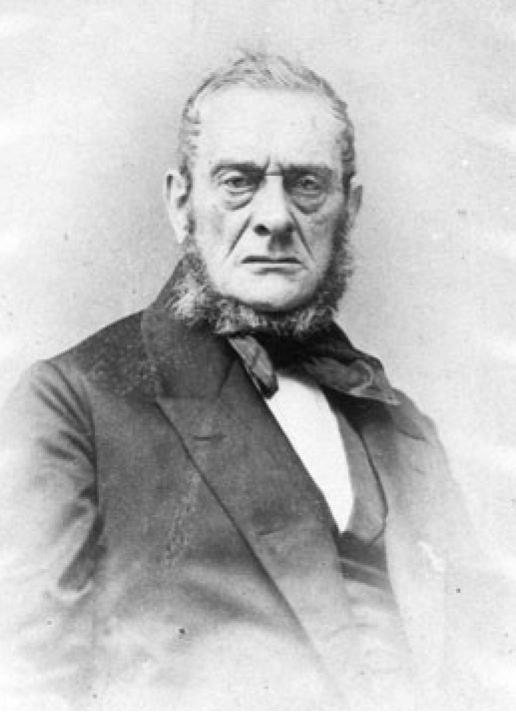
Jacob Baart de la Faille II
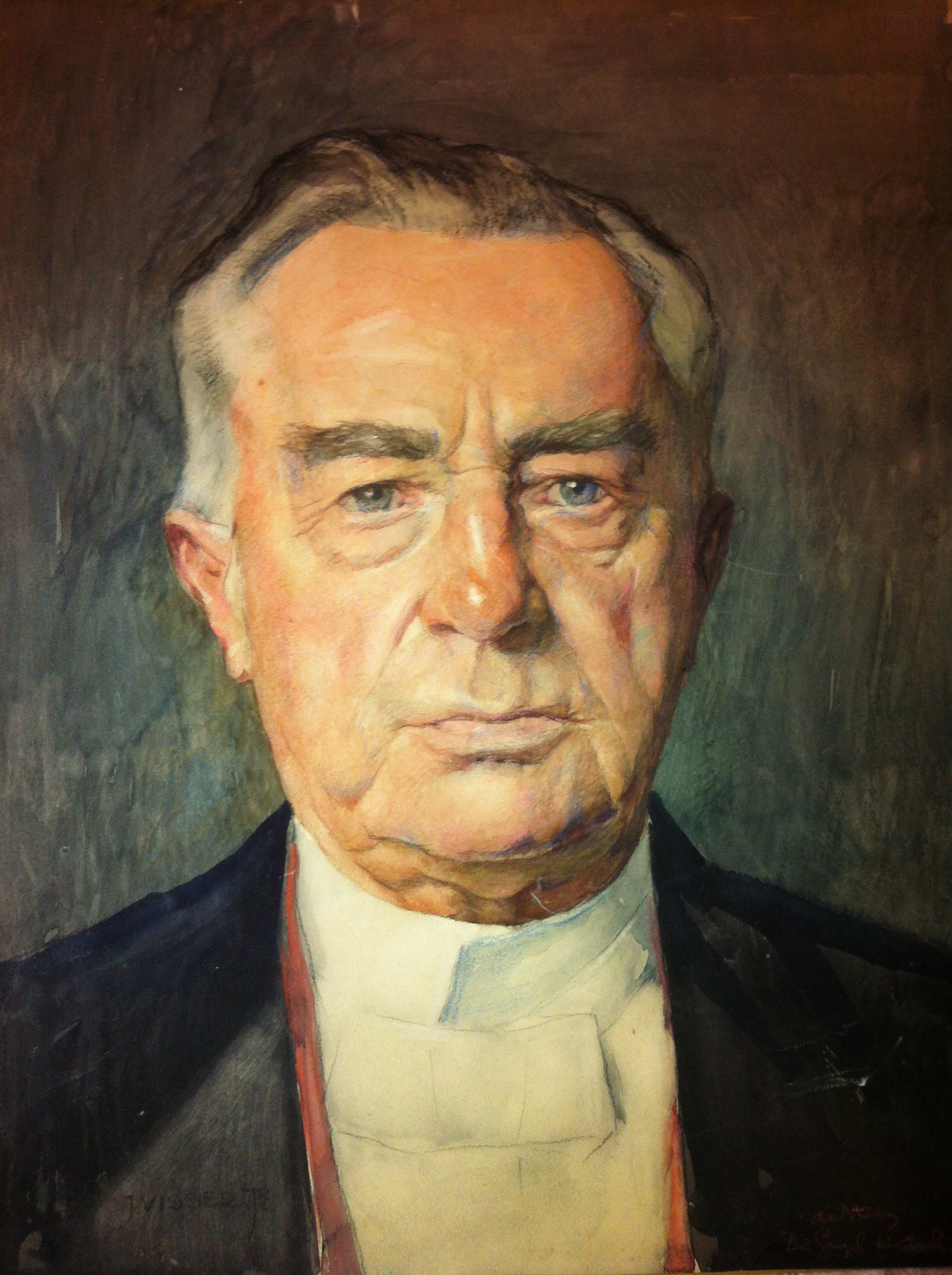
Hendrik Helder Pzn.
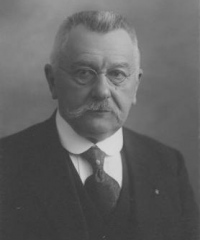
Jan Anthony Mulock Houwer

## Trivia

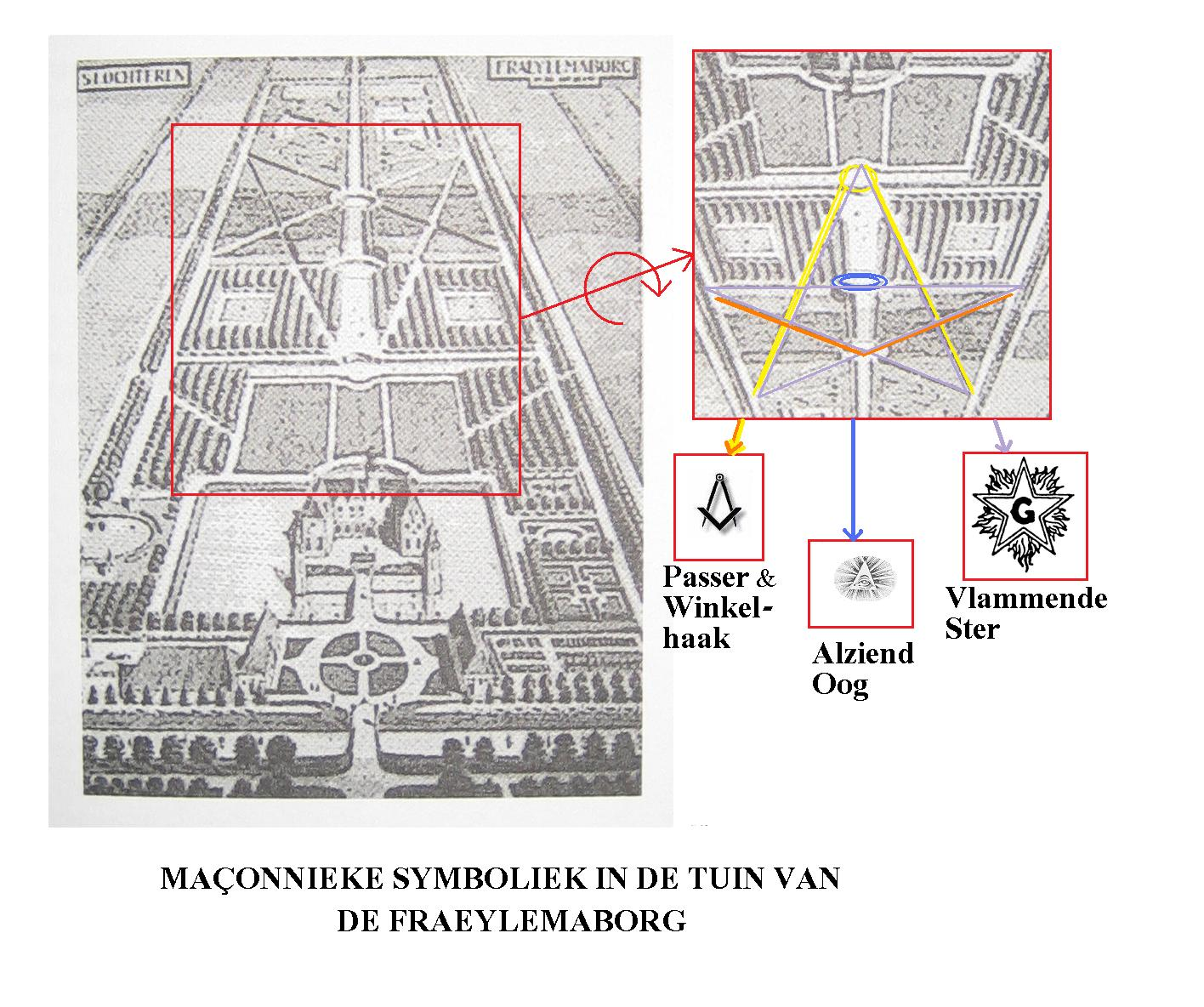
Diverse vrijmetselaarssymbolen in de tuin van de Fraeylemaborg ten tijde van de maçon Hendrik de Sandra Veldtman

- Als het glas-in-loodraam met de vlammende ster aan de W.A. Scholtenstraat verlicht is, betekent dit dat er een "open loge" (rituele bijeenkomst) plaatsvindt.
- In 1782 werd de eerste student ingewijd bij de loge L'Union Provinciale. Sindsdien heeft de loge altijd wel een of meerdere studenten in haar gelederen gehad.[16]
- In de tuin van de Fraeylemaborg waren vroeger maçonnieke elementen aangebracht. mr. Hendrik de Sandra Veldtman (Groningen, 1756 - 9 januari 1819), bewoner van de Faeylemaborg, was actief lid van de loge L'Union Provinciale en werd sterk door Vrijmetselaarssymboliek aangesproken.[17]
- L'Union Provinciale en GSC Vindicat atque Polit zijn nagenoeg op dezelfde locatie opgericht. Herberg De Vergulde Helm werd in 1820 verenigd met Het Wapen der Zeven Provinciën. De prorector van de eerste Senaat van Vindicat, Jacob Baart de la Faille II was lid van L'Union Provinciale. Naar hem is de bestuurskamer in het huidige logegebouw vernoemd.
- Pieter Jelles Troelstra, ingewijd in de loge De Friesche Trouw, schreef in het eerste deel van zijn gedenkschriften een anekdote over zijn bezoek aan de loge L'Union Provinciale als hij daar aanwezig is bij de inwijding van een van zijn vrienden.[18]
- Het logegebouw is ieder jaar tijdens open Monumentendag opengesteld voor publiek. Er worden dan rondleidingen door het gebouw gegeven, er is een expositie over de ontstaansgeschiedenis en historie van de vrijmetselarij en er vinden korte lezingen plaats.[19]
- Het voormalige logegebouw aan de Schoolstraat in Groningen (het Ommelanderhuis) staat ook in Madurodam. Het fungeert nu als Huis voor dak- en thuislozen.[20]